# Krockkudde

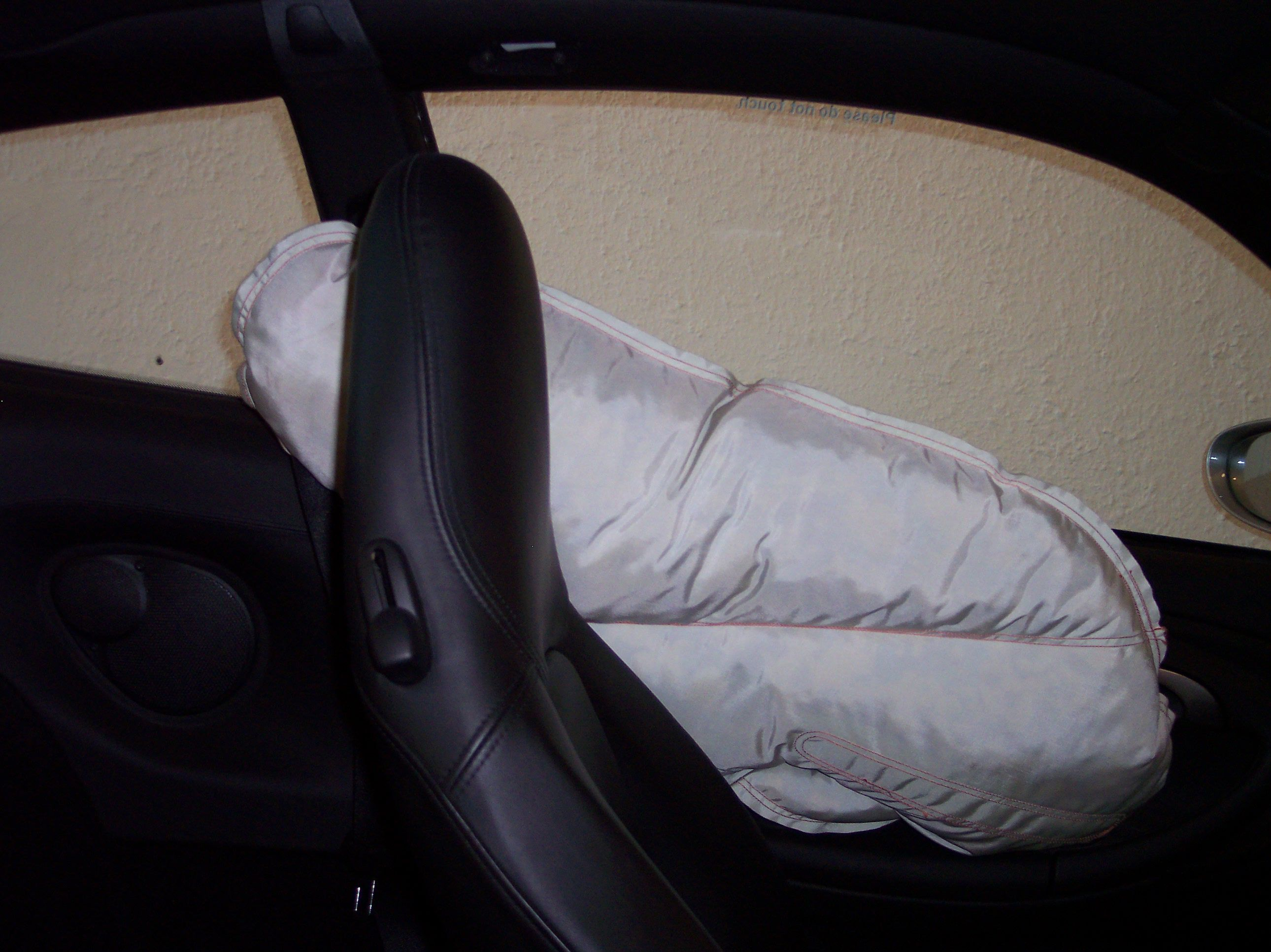
Sidokrockkudde.

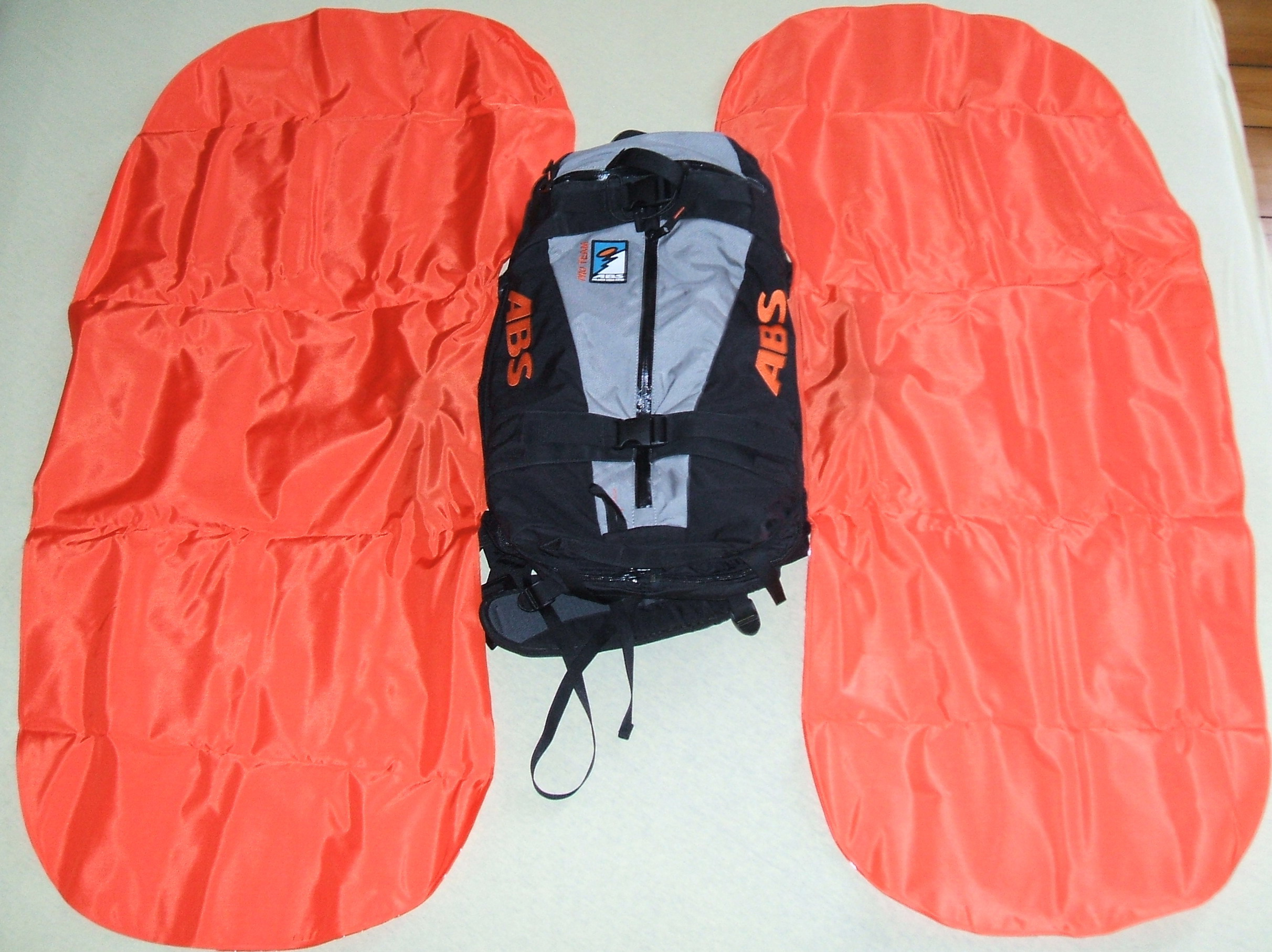
En Lavinryggsäck är en ryggsäck med en inbyggd airbag som åkaren aktiverar genom att dra i ett handtag varefter airbagen fylls från en gaspatron.

Krockkudde, luftkudde, eller airbag, är en säkerhetsanordning i bilar i form av en gömd uppblåsbar ballong som sitter framför framsätena, avsedd att snabbt fyllas med luft eller gas efter en kollision för att skydda passagerarna mot att slå i instrumentbrädet eller vindrutan. Krockkudden marknadsfördes för första gången av Allen K. Breed 1967 för Chrysler. Teknologin började bli allmänt förekommande i bilar på 1990-talet.
Ursprungligen var krockkudden endast monterad i rattcentrum, men med tiden har allt fler typer av krockkuddesystem utvecklats. Numera finns olika typer av krockkuddesystem i dörrar, sidostolpar med mera. 
Det svenska företaget Autoliv är en stor tillverkare av krockkuddesystem.

## Krockgardin
Krockgardin, även kallad IC eller Inflatable Curtain, är en säkerhetsanordning som sitter ovanför sidofönstren på en bil för att utlösas vid en sidokollision och då skydda mot skador och glassplitter mot huvudet.